# Sal Mosca
Pour les articles homonymes, voir Mosca.
Salvatore Joseph « Sal » Mosca (né le 27 avril 1927 à Mount Vernon – mort le 28 juillet 2007 à White Plains) est un pianiste de jazz américain qui a été l’élève de Lennie Tristano. Il a travaillé dans le cool jazz et le post-bop. En 1949, il commence à se produire avec Lee Konitz et Warne Marsh. Il a consacré la majeure partie de sa carrière à l’enseignement et était relativement inactif depuis 1992 mais des albums sont sortis en 2004, 2005 et 2008.

## Discographie
Avec Lee Konitz
- Lee Konitz with Warne Marsh (Lee Konitz et Warne Marsh, Atlantic, 1955)
- Inside Hi-Fi (Atlantic, 1956)
- Very Cool (Verve, 1957)
- Spirits (Milestone, 1971)